# Tanguy de Kermel
 (juin 2018).
Tanguy de Kermel, né le 28 juin 1966 à Puteaux, est un auteur, réalisateur et directeur artistique français. 
Il est l'un des premiers réalisateurs à se spécialiser dans l'image de synthèse.

## Biographie
Tanguy de Kermel fait ses études à l'École nationale supérieure des arts décoratifs de Paris (ENSAD), école de laquelle il sort avec un diplôme de cinéma en 1992. Pendant ses études, il effectue son service militaire obligatoire au sein de l'établissement cinématographique et photographique des armées. Son film de fin d'étude est primé au festival Imagina de Monte-Carlo en 1993.
Il travaille sur la série Les Quarxs diffusée sur Canal + en tant que directeur d'animation.
Il réalise ensuite plusieurs clips pour MTV comme le clip de Welcome to Tomorrow (Are You Ready?) du groupe allemand Snap! qui fut numéro un du Top MTV pendant plusieurs semaines et remporte un prix de VIVA, une chaîne de télévision musicale allemande.
Entre 1998 et 1999, il réalise les films de cinéma dynamique et en relief dans plusieurs parcs d'attractions dans le monde comme au Japon ou au Futuroscope.
Il se lance en 1998 dans la réalisation de films publicitaires en 3D pour des annonceurs comme McDonald's, Danone, Caisse d'Epargne, Smarties, Volvic, Kinder, Ferrero, Belin ou encore Haribo au rythme d'une dizaine par an, ce qui l’amènera à travailler en Angleterre, en Israël ou au Canada. Il réalise également des pubs en Belgique, en Allemagne, en Suisse et au Japon.
En 2007, il achève la réalisation de la série SamSam, série entièrement en 3D produite par Bayard presse et diffusée sur France Televisions et réalise également la saison 2 qui sort en 2009. Pour cette série, il est nommé deux fois au Festival international du film d'animation d'Annecy et a remporté les TV Export Awards en 2009 (programme d'animation français le plus vendu à l'étranger).
En 2013, il réalise la série What's The Big Idea diffusée sur la BBC et sur France 5 dont il signe aussi la direction artistique. La série a été nommée pour le Prix de la Guilde des scénaristes anglais (Writer's Guild Award), a été nommée aux British Academy Film Awards et au Festival international du film d'animation d'Annecy,,.
En 2016, il travaille à la réalisation de la série Ziggy and the Zootram qui sort en 2017.
En 2018 et 2019 il réalise un long métrage d'animation en 3D : SamSam produit par Folivari et Studiocanal, fabriqué par le studio Mac Guff. Le film sort en salle en France le 5 février 2020 et est sélectionné à l'Hivernal Festival d'Annecy, au Festival international du film de comédie de l'Alpe d'Huez, au Festival international du film fantastique de Gérardmer, au Festival international du film d'animation de Bruxelles, au New York International Children's Film Festival, et au Festival international de cinéma d'animation de Meknès.